# Ergaula pilosa
Ergaula pilosa är en kackerlacksart som först beskrevs av Walker, F. 1868.  Ergaula pilosa ingår i släktet Ergaula och familjen Polyphagidae. Inga underarter finns listade i Catalogue of Life.